# 中國護照史
中國早期就有通关文牒之類的出境憑證，而現代的中國護照歷史可源自1689年，由清朝政府簽發的「信函式集體護照」。清朝政府、中華民國北洋政府、中華民國政府、中華人民共和國政府發行的護照並無延續性，沒有承續的歷代法規體制。中華人民共和國外交部與公安部為現今發放統籌中國護照的機構，其種類也如國際慣例的具有外交護照、公務護照及普通護照等。

## 清朝政府
清朝中葉之前，中國並沒有西方護照之概念。即使19世紀初，中國開埠以後，中國人赴各國的身分證明或旅遊文件，仍為信函形式。若不拘泥近現代護照型式，中國第一本護照實為1689年，由清朝政府發放的「信函式集體護照」。以文字及信函籠統內文，描述赴外中國人的該文件，一直延續至1839年。
1839年，清朝政府礙於與西方強權各國的不平等雙邊條約，開始授權駐在中國境外的領事館或海關，為中國人（包含華僑）發放形式不一的護照，這是以「單人單紙」中國護照的成型。種類則大約有「內地遊歷護照」與「華工護照」。之後，護照發放制度規範沿襲至中國境內，頒發制度也從簡陋轉趨正規，發放機關則仍莫衷一是，除了總理衙門之外，駐中國各國領事館皆可發放，且不用中國官方認證，此情形尤為上海租界最為盛行。
礙於技術等因素，19世紀下半葉到20世紀初的中國護照並無照片等設置，為了正確辨別持照人真偽，中國護照多為以文字描述持照人的「體貌特徵」，如身高，體態。因為文字冗長，非制式之單紙護照面積都頗為巨大。例如以1899年9月1日，由清朝駐美國公使伍廷芳依權責簽發給中國某外交翻譯官的一紙護照來看，其護照長87公分，寬56公分，實是為近代世界護照中，最大的一紙。（《人民日報海外版》，2002年8月26日第七版）
- 咸豐4年（1854年）的清朝護照。
- 光緒24年（1898年）的清朝護照。

## 中華民國
目前可查證最早貼照片的中國護照，為1919年9月所發放，為中華民國北洋政府駐滬辦事處所發放。1922年4月，經過長時間研究查核後，北洋政府外交總長顧維鈞組織「全權代表辦事處」，聲稱為中國唯一外事統籌機構，並同時訂定具有照片的正式中國護照發放規格與章程，並由該辦事處首度發放包含顧維鈞、馮玉祥（總理）等官員的多本正式護照，同時且與各國談判中國護照的發放權力。比較值得一提的是，1930年代，屬第一批正式護照之一的顧維鈞與馮玉祥護照，卻遭蔣中正領導的國民政府所註銷，其適法性曾引起不小風波。
中國護照與中國國籍法釐定有相當大關係，經過兩度修改後，以國民政府委員會為主體的國民政府或中華民國政府於1929年定調國籍法方向與護照發放基礎原則。（該國籍法今仍多於台灣適用）
1929年，在允許雙重國籍及出籍從嚴、復籍從寬的原則下，國民政府公佈了公佈護照條例和辦理華僑登記。此兩措施，皆為將中國護照法制化之準備。其相關條例有《外交部編製外交統計圖表規則》－利用統計數字，來控管「出洋護照」數量，同年12月30又陸續公佈《外交部頒發出國護照暫行辦法》和《外交部駐外使領館發給回國護照及簽證外人來華護照暫行條例》。其中，《外交部頒發出國護照暫行辦法》將出國護照分為外交護照、官員護照和普通護照三種。其中，以華僑、留學生適用的普通護照，最為普遍通行，也有著出具兩商家保証、到達國外目的地後須向中國使領館呈驗護照以便登記、一年期滿後，需向在地中國使領館呈銷舊照換新照的規定。翌年，該護照辦法再度放寬，除了原本的寬鬆國籍限制外，也將一年護照驗證期限延至三至五年，甚而視護照種類（華僑）大幅度放寬至十年。
1930年，致力廢除不平等條約的中華民國國民政府漸漸收回在華各國的護照發放權力，並將辦法及護照格式登載於海外各地華文報紙或印成通告，這是中國首度真正將出入國護照制式化。因為條件極為寬鬆，1933年，中國華僑持的中國護照雖只有12萬6千本，不過據統計，當時有條件申請中國護照者，達千萬人以上。另外，具有自治能力的中國廣東省政府或中國駐滬外交機構也大約沿用此規範。
1940年至1949年間，當時代表中國政府的中華民國政府雖然面對中國抗日戰爭與國共內戰等戰亂，仍致力於護照制度正常化。
1944年7月，位於重慶的中華民國政府頒發《護照條例》，條例中規定護照之申請、核發、制定及管理由外交部負責，並加入國際慣例的不得扣留、護照種類（外交護照、公務護照及普通護照）等規定。另外，發放機關制定上，中國外交護照及公務護照，由外交部核發，普通護照，由外交部或中國駐外使領館、代表處、辦事處、及其他外交部授權機構核發，除此達17條的該條文，已是相當完備的護照基礎規範。自1949年中華民國中央政府的所在地遷至台北以来，該《護照條例》因中華人民共和國的建立便無法在中國大陸地區有效地施行，以致目前大部分條文只能適用於中華民國自由地區。
- 1920年代之中華民國護照。無任何英文，按照中國傳統的閱讀習慣採用豎向排版，標誌採用中國北洋政府國徽的簡化版。
- 1940年代之中華民國護照，取消北洋政府的簡化版國徽，用中國南京政府的國民黨黨徽代替為國徽，其餘不變。
- 1982年簽發的中華民國護照。此時中華民國已經整個遷居台灣並民主化，為方便外國海關查證而加入英文的中華民國（Republic of China）字樣。
- 2003年9月1日，為與中國作出明顯區分，在中華民國護照中加註小型的台灣(TAIWAN)字樣，但英文仍以中華民國為主。
- 2008年12月29日起簽發的中華民國普通護照，增加電子晶片方便聯網掃描，晶片位於護照底部正中心的一小塊區域。
- 2020年9月2日公布，於2021年1月11日起開放申請的現行中華民國晶片普通護照的封面。全面縮小中華民國的英文，並將之環繞在中華民國國徽的週圍，又加粗放大台灣（TAIWAN）的英文字樣，讓TAIWAN一詞與護照PASSPORT一詞緊鄰，方便海關人員能快速識別台灣與中國大陆的不同。

## 中華人民共和國
中国共产党在1949年建立中華人民共和國前就曾在其辖区發放過護照。陝甘寧邊區政府護照為16開普通黃色厚紙，正面為照文，背後為「護照使用條例」條文，其護照簽署人為邊區保安處處長，擔保人則為邊區政府交際處處長，該護照圖章上為中華民國青天白日國徽，下則為「五角星」，另外，圖章上的核發單位則是陝甘寧邊區政府保安處與八路軍總留守處。除此，落款處尚有等同「簽證」註記。
1950年，中華人民共和國建立後初期，護照約分為國內護照（通行證件）及出國護照兩種，發展至今，則有多種樣式且符合國際潮流之護照樣式。
今中華人民共和國頒發的護照種類包含外交護照、公務護照、普通護照、香港特别行政区护照和澳门特别行政区护照。
- 55版（左）和51版（右）护照的封面。
- 55版外交護照
- 82版外交護照
- 92版因私普通护照
- 97-1版因私普通护照
- 97-2版普通護照
- 目前在全中華人民共和國范围内電子晶片護照(普通版)。